# Compaq Portable

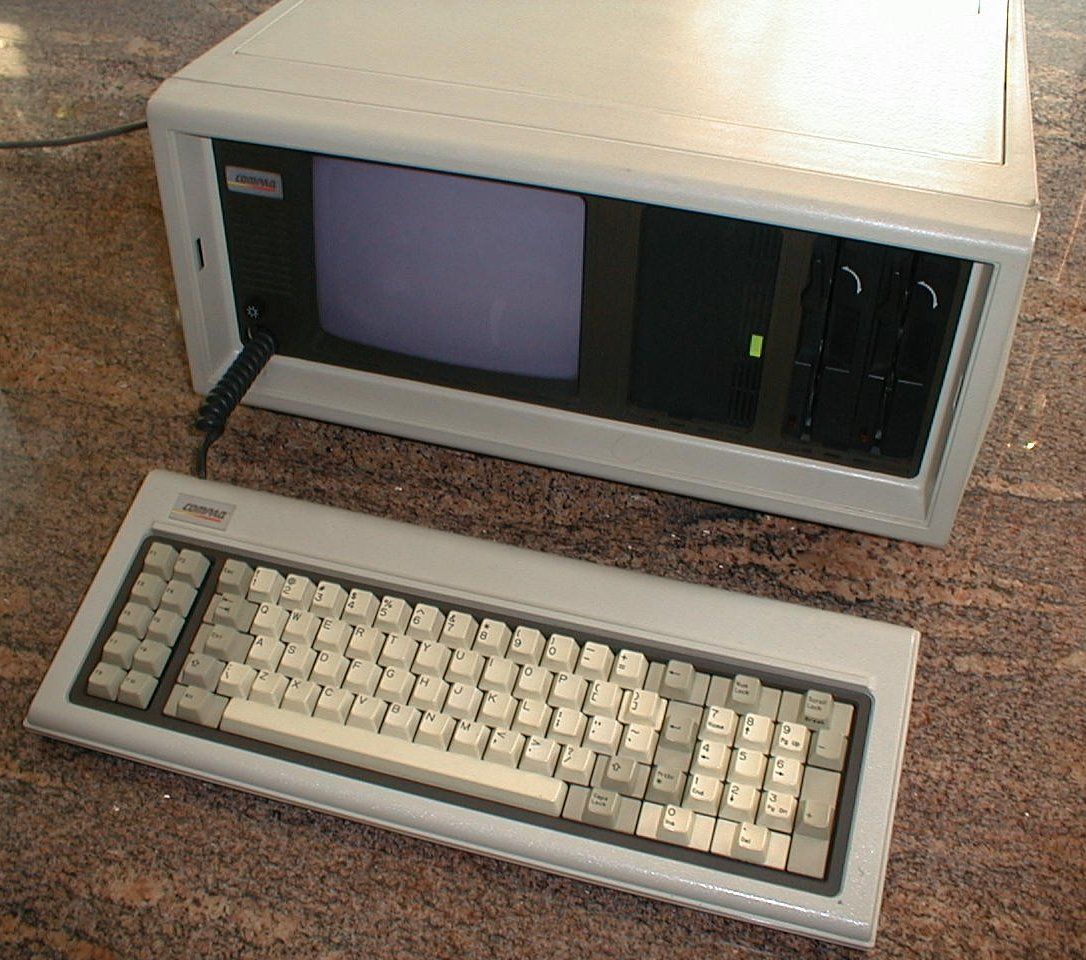
Compaq Portable, czyli pierwszy przenośny komputer kompatybilny z IBM PC

Compaq Portable – przenośny komputer firmy Compaq, jeden z pierwszych komputerów zgodnych w 100% z komputerami klasy IBM PC produkowanymi przez IBM.
Compaq Portable to pierwszy produkt tej firmy. Komputer został oficjalnie ogłoszony przez Compaq w listopadzie 1982 i ukazał się na rynku w marcu 1983. Jego cena wynosiła 3950 $. Ten ważący 12,5 kg komputer, wielkością przypominający złożoną maszynę do szycia, był jednym z pierwszych przenośnych komputerów, które ukazały się na rynku. W tym samym czasie ukazały się jeszcze komputery Osborne 1 (z systemem operacyjnym CP/M) oraz Hyperion (z systemem MS-DOS, ale nie do końca zgodny z IBM PC). W pierwszym roku sprzedano 53 000 sztuk tego komputera.

## Konstrukcja
Compaq Portable wewnętrznie nie różnił się praktycznie od standardowego IBM PC. Jedyną różnicą było zastąpienie BIOS-u systemem stworzonym przez firmę Compaq. Komputer był wyposażony w 128 kB pamięci operacyjnej (z możliwością rozszerzenia do 640 kB), dwie stacje dyskietek 5¼ cala oraz wbudowany 9-calowy monochromatyczny monitor. Klawiatura była zintegrowana z uchylną klapą, która chroniła monitor podczas transportu.

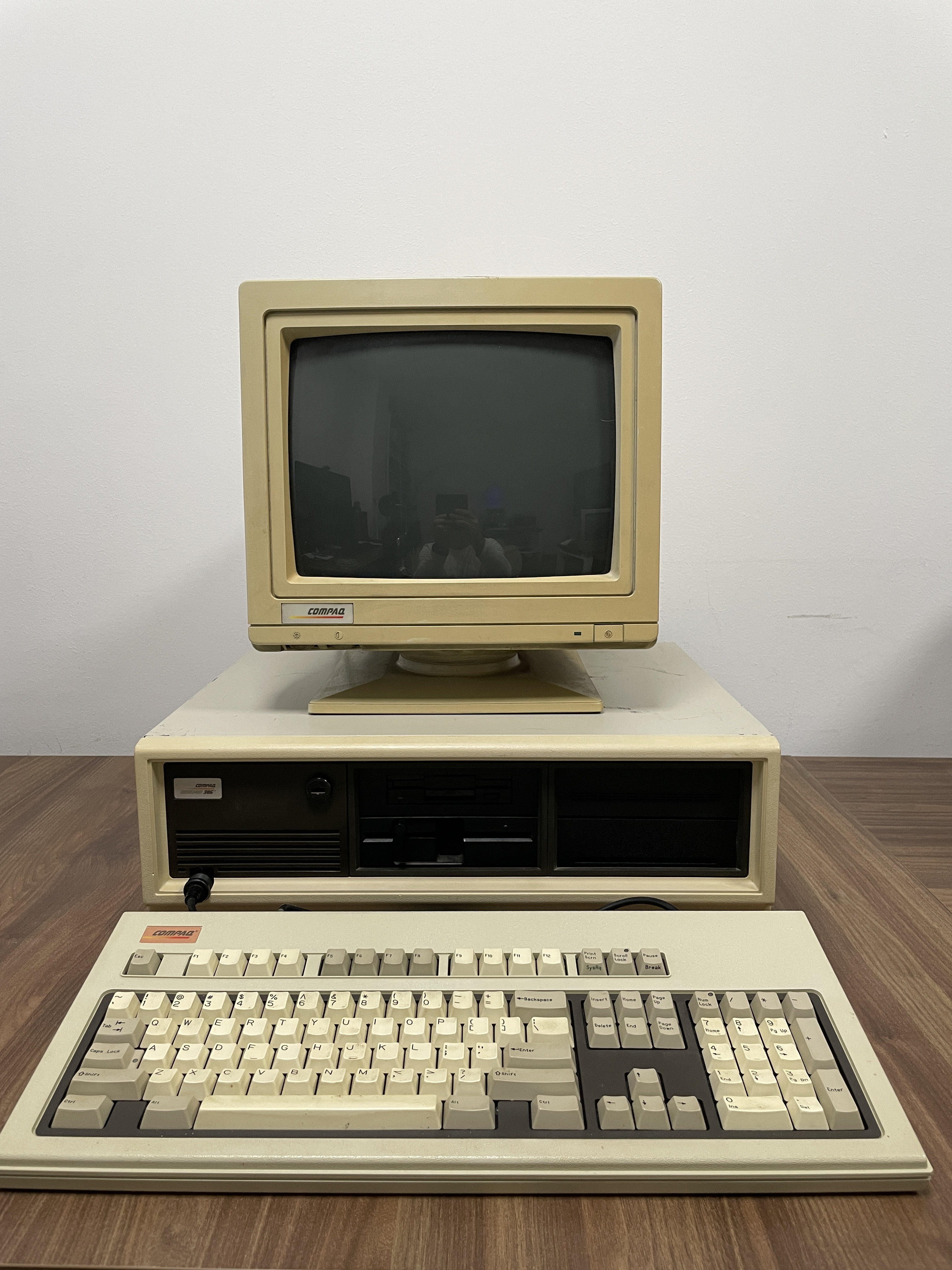
Compaq Deskpro 386 to pierwszy komputer z procesorem Intel 80386 na świecie

"Portable" używał specjalnej karty graficznej kompatybilnej z systemem IBM CGA, lecz oferującej większe możliwości. Pojedyncza komórka ekranu składała się nie, jak w standardzie CGA, z matrycy 8x8 pikseli, ale z matrycy 9x14 pikseli. Było to możliwe dzięki monitorowi, który automatycznie przełączał się z trybu 200 linii na tryb z 350 liniami. Takie rozwiązanie łączyło zalety systemów CGA i MDA, oferując niezwykłe, jak na tamte czasy, możliwości graficzne. Było to szczególnie istotne przy pracy z arkuszami kalkulacyjnymi, co znacząco przyczyniło się do sukcesu sprzedażowego tego komputera. Tę samą kartę graficzną stosowano również w niektórych modelach Compaq Deskpro.
Sukces Compaqa w osiągnięciu stuprocentowej kompatybilności z IBM PC wynikał głównie z faktu, że IBM przy projektowaniu swojego „peceta” korzystał ze standardowych, ogólnie dostępnych komponentów. Dodatkowo Microsoft nie sprzedał wyłącznej licencji na MS-DOS firmie IBM, dzięki czemu Compaq mógł wykorzystać ten system operacyjny w swoich komputerach.
Jedynym elementem, który firma Compaq musiała zaprojektować samodzielnie, był BIOS opatentowany przez IBM. Inżynierowie Compaqa zdołali go odtworzyć, korzystając z procesu inżynierii odwrotnej, co kosztowało firmę około miliona dolarów. Compaq jako jedyna firma osiągnęła pełną kompatybilność z IBM PC, co nie udało się żadnemu innemu producentowi komputerów w tamtym okresie. Dopiero później sytuacja się zmieniła, gdy firma Phoenix Technologies, używając tej samej metody, „sklonowała” BIOS IBM i zaczęła sprzedawać go innym producentom.